# Brunellia cuatrecasana
Brunellia cuatrecasana är en tvåhjärtbladig växtart som beskrevs av C.I. Orozco. Brunellia cuatrecasana ingår i släktet Brunellia och familjen Brunelliaceae. Inga underarter finns listade i Catalogue of Life.